# 한위총서
《한위총서》는 중국 명나라 때 쓰인 총서(叢書)이다. 정영(程榮)이 편찬하였으며, 1590년경에 출판되었다. 한나라, 위나라, 육조시대에 쓰인 서적 38종을 경(經) ·사(史) ·자(子)의 3부로 나눠 수록한 책이다. 육조시대 이전의 책을 참고하는 데 매우 편리하다.

## 관련 역사
정영의 책 이후, 만력(萬曆) 말기에 하윤중(何允中)이 76종으로 늘려서 《광한위총서(廣漢魏叢書)》를 편찬하였고, 1791년에는 청나라의 왕모(王謨)가 86종으로 늘린 《증정한위총서(增訂漢魏叢書)》를 지었다. 그 후 판을 거듭할수록 점차 내용이 보강되어 94종본 ·96종본이 간행되었으나, 현재는 이들 모두를 《한위총서》라고 지칭한다.
2010년 현재 《한위총서》는 중국 최대 향토도서관으로 알려진 허순도서관에 소장되어 있다.

## 같이 보기
- 습유기